# Stöckichgraben
Der Stöckichgraben ist ein unter einem Kilometer langer Bach im Gebiet der Stadt Krautheim des Hohenlohekreises im nördlichen Baden-Württemberg. Etwa zwei Kilometer östlich und oberhalb des Dorfes Neunstetten von Krautheim mündet er von links und Süden in den oberen Erlenbach.

## Geographie

### Verlauf
Der Stöckichgraben beginnt auf etwa 344 m ü. NHN im Ackergewann Hinterer Stöckig zwischen einem links begleitenden Wirtschaftsweg und einem Feld rechts. Er verläuft als Graben ohne jeden Baum oder Strauch am Ufer sehr gerade nach Nordnordosten. Der Wirtschaftsweg quert ihn und wendet sich bald nordnordwestwärts dem Waldgewann Gebrennter Rain entlang, zwischen ihm und dem ihm in etwa 50 Metern Abstand parallel laufendem Stöckichgraben liegt nun eine Wiese, während linksseits des Grabens zunächst weiterhin ein Feld des Gewanns Vorderer Stöckig liegt.
Nachdem der Wald rechts am Rand der Erlenbachaue endet, fließt der Bach auf seinen letzten 200 Metern über die Erlenbachaue, auf dem letzten paar Dutzend Metern in einer Dränage. Schließlich fließt er auf etwa 305 m ü. NHN von links in den oberen Erlenbach.
Der Stöckichgraben mündet nach etwa 0,8 km langem Weg mit mittlerem Sohlgefälle von etwa 35 ‰ rund 29 Höhenmeter unterhalb seines Grabenbeginns. Er führt nur zeitweise Wasser und hat keine Zuflüsse.

### Einzugsgebiet
Das Einzugsgebiet des Stöckichgrabens ist etwa 0,8 km² groß und liegt naturräumlich im Krautheimer Jagstriedel genannten Teil des Unterraums Mittlere Kocher-Jagst-Ebenen der Kocher-Jagst-Ebenen. Der höchste Punkt am Südrand erreicht 368,4 m ü. NHN Etwa ein Fünftel im Nordosten liegt in den Waldgewannen Gebrannte Rain, Schenklerwald und Spitze, der größere Rest besteht aus Ackerland, in das wenige Baumreihen eingestreut sind. Es liegt im Stadtgebiet von Krautheim und ist unbesiedelt.
Im Nordwesten nimmt der abwärtige, im Nordosten der aufwärtige Erlenbach den Abfluss zur anderen Seite auf. Die südöstliche Wasserscheide verläuft vor dem Horrenbach, einem Jagst-Zufluss vor dem Erlenbach. Im Westen verläuft das Trockental Waidmannsgrund ebenfalls nordwärts zum Erlenbach.

## Geologie
Das Einzugsgebiet des Stöckichgrabens liegt im Muschelkalk. Der Ursprung liegt in Schichthöhe des Oberen Muschelkalks, nach etwa einem Viertel des Laufs streicht am unteren Hang der Mittlere Muschelkalk aus, in dessen Schichthöhe der Bach dann auch mündet.
Fast der ganze linke Hang und die rechten Randhöhen sind mit Lösssediment aus dem Quartär überlagert. In den Talgrund eingelagert ist schon oberhalb des Grabenanfangs holozänes Schwemmland. In der Erlenbachaue besteht das Schwemmland dann aus Auenlehm.

## Natur und Schutzgebiete
Etwa ein Drittel des Einzugsgebietes im Südosten ist Teil eines Wasserschutzgebietes, das vom Horrenbach-Einzugsgebiet herüberreicht und dessen Wasserfassung in der Seitenmulde Beckental des Horrenbachs liegt.

### LUBW
Amtliche Online-Gewässerkarte mit passendem Ausschnitt und den hier benutzten Layern: Lauf und Einzugsgebiet des Stöckichgrabens

Allgemeiner Einstieg ohne Voreinstellungen und Layer: Daten- und Kartendienst der Landesanstalt für Umwelt Baden-Württemberg (LUBW) (Hinweise)
1. 1 2  Höhe nach dem Höhenlinienbild auf dem Hintergrundlayer Topographische Karte.
2. ↑  Länge nach dem Layer Gewässernetz (AWGN), ergänzt um ein kleines, auf der Gewässerkarte nicht berücksichtigtes Anfangsstück, das auf dem Hintergrundlayer Topographische Karte abgemessen wurde.
3. ↑  Einzugsgebiet abgemessen auf dem Hintergrundlayer Topographische Karte.
4. ↑  Höhe nach grauer Beschriftung auf dem Hintergrundlayer Topographische Karte.
5. ↑  Schutzgebiete nach den einschlägigen Layern, Natur teilweise nach dem Layer Geschützte Biotope.

### Andere Belege
1. ↑  Wolf-Dieter Sick: Geographische Landesaufnahme: Die naturräumlichen Einheiten auf Blatt 162 Rothenburg o. d. Tauber. Bundesanstalt für Landeskunde, Bad Godesberg 1962. → Online-Karte (PDF; 4,7 MB)
2. ↑  Geologie nach den Layern zu Geologische Karte 1:50.000 auf: Mapserver des Landesamtes für Geologie, Rohstoffe und Bergbau (LGRB) (Hinweise)